# آسيا محمد
آسيا محمد (بالإنجليزية: Asia Muhammad)‏ مواليد 4 أبريل 1991 في لونغ بيتش، الولايات المتحدة، هي لاعبة كرة مضرب أمريكية تلعب باليد اليمنى وتحتل حالياً المرتبة رقم. 235 (8 فبراير 2016) في تصنيف رابطة محترفات كرة المضرب. أعلى تصنيف لها في الفردي كان المركز الـ 220 في سنة 2016. أعلى تصنيف لها في الزوجي كان المركز الـ 81 في سنة 2016.

## النهائيات

### الزوجي: 1 (الألقاب 1)
| الحصيلة | الرقم | التاريخ       | الدورة                       | الأرضية | الشريك       | المنافس                                  | النتيجة  |
| ------- | ----- | ------------- | ---------------------------- | ------- | ------------ | ---------------------------------------- | -------- |
| الفوز   | 1.    | 13 يونيو 2015 | بطولة روزمالين العشبية للتنس | عشبية   | لورا سيجموند | إيلينا يانكوفيتش أنستازيا بافليوتشينكوفا | 6–3, 7–5 |

## روابط خارجية
- آسيا محمد على موقع رابطة محترفات التنس (الإنجليزية)
- آسيا محمد على موقع الاتحاد الدولي لكرة المضرب (الإنجليزية)
- آسيا محمد على موقع بطولة ويمبلدون (الإنجليزية)
- آسيا محمد على موقع خلاصة التنس.كوم (الإنجليزية)
- آسيا محمد على موقع إي إس بي إن.كوم (الإنجليزية)